# قشلاق قوزلو
قشلاق قوزلو (بالإنجليزية: Qeshlaq-e Quzlu)‏ هي مستوطنة تقع في قسم آزادلو الريفي في إيران. يقدر عدد سكانها بـ 112 نسمة .